# Palestina (Pérou)
 (février 2013).
Si vous disposez d'ouvrages ou d'articles de référence ou si vous connaissez des sites web de qualité traitant du thème abordé ici, merci de compléter l'article en donnant les références utiles à sa vérifiabilité et en les liant à la section « Notes et références ».
Pour les articles homonymes, voir Palestina.
Palestina est un village du district et de la province de Purus, dans la Région d'Ucayali, au Pérou, fondé en 1994.

## Géographie
Le village est situé à la frontière avec le Brésil, au bord d'un fleuve.

## Histoire et coutumes
Avant 1994, Palestina était un groupe de champs où l'on faisait paître le bétail et des cultures de différents plants. Le peuple de Palestina vivait dans ces champs. En 1994, le maire de la province de Purus visita la zone et fit rassembler les habitants. Il leur expliqua qu'il fonderait une ville à cet endroit, et qu'il ferait construire des maisons pour tous ceux qui vivaient dans leurs champs.
En plus d'élever du bétail, la population de Palestina cultive du riz, du maïs et des fruits : ananas, bananes, noix de coco, citrons, oranges, pêches, fruits de la passion et tangérine.

### Congés locaux
La ville célèbre quelques jours fériés nationaux : La fête des Mères, la fête des Pêres et la fête du Travail.  Ils fêtent les anniversaires locaux de la fondation de la ville et de l'église, ainsi que des jours fériés de la moisson : la plantation de la pastèque, des caywa, la récolte des pastèques et la récolte du riz.

## Documentaire
Un documentaire illustrant Palestina, a été créé sous le nom de Web, en coopération avec la Fondation Wikimedia. Le fondateur de Wikipedia, Jimmy Wales, apparaît personnellement dans le documentaire, qui décrit l'impact du programme One Laptop per Child sur Palestina, incluant un enfant à l'école en train d'écrire la version initiale en espagnol de cette page wikipedia. Un court segment de ce documentaire est disponible sur YouTube.